# Piranthus
Genre
Piranthus est un genre d'araignées aranéomorphes de la famille des Salticidae.

## Distribution
Les espèces de ce genre se rencontrent en Asie.

## Liste des espèces
Selon World Spider Catalog (version 25.5, 19/01/2025) :
- Piranthus api Maddison, 2020
- Piranthus bakau Maddison, 2020
- Piranthus decorus Thorell, 1895
- Piranthus kohi Maddison, 2020
- Piranthus maddisoni Wang, Mi, Li & Xu, 2024
- Piranthus mandai Maddison, 2020
- Piranthus planolancis Malamel, Nafin, Sudhikumar & Sebastian, 2019

## Systématique et taxinomie
Ce genre a été décrit par Thorell en 1895 dans les Salticidae.

## Publication originale
- Thorell, 1895 : Descriptive catalogue of the spiders of Burma. London, p. 1-406 (texte intégral).